# Centre de formation de la Section paloise
Le centre de formation de la Section paloise, inauguré en 2000 et situé à Pau, en France, est destiné à la formation des jeunes joueurs de rugby à XV au sein du club professionnel de la Section paloise. Sous la direction de Lucas Broto depuis 2023, ce centre a pour mission de préparer les talents émergents à une carrière professionnelle tout en leur offrant un suivi éducatif complet.
A partir de 2025, le centre de formation prendra ses quartiers au centre de performance de la Section paloise, le HonhaCamp.

## Histoire
Le centre de formation a été créé en 2000 par Hervé Latorre. À la suite de son décès, David Aucagne, entraîneur des Crabos de Pau de 2008 à 2009, a pris les rênes du centre. À la suite de la descente en Pro D2 en 2015 et de la conjoncture économique difficile qui en découle, le Section paloise a dû adopter une gestion plus rigoureuse et a renforcé sa confiance envers ses jeunes joueurs issus de la formation.
En 2017, Frédéric Gracianette a succédé à Aucagne, avant de partir pour Provence Rugby, avec le centre de formation classé 5ème en 2018. Conrad Smith prend la relève.
En 2021, la Section paloise a annoncé l’arrivée du Pierre Perez, le réputé formateur bigourdan.
Responsable des pôles Espoirs d’Ussel de 1982 à 1992, puis de Bayonne de 1992 à 2021, Perez vient accompagner le projet mené par Sébastien Piqueronies,. Perez met l'accent sur l'identité du club, oeuvre notamment à faire de la Section un club gascon ancré localement, et à se rapprocher des anciens rivaux landais, gersois et bigourdans pour la formation des joueurs.
En 2022, le club a signé un partenariat avec le Groupe École Supérieure de Commerce de Pau, renforçant ainsi ses liens avec le milieu éducatif.
Pierre Perez quitte ses fonctions à la fin de la saison 2022-2023, transmettant le flambeau à Lucas Broto, ancien pensionnaire du centre, alors que Sylvain Guilhem devient le président de l'Association, avec pour ambition de redonner au centre son prestige passé.
En janvier 2024, durant la saison 2023-2024, la Section paloise a établi un partenariat avec le gouvernement de la Nouvelle-Calédonie afin de développer un modèle d’accompagnement pour les jeunes rugbymen vers le haut niveau, ainsi que pour repérer et recruter des talents calédoniens. Les meilleurs jeunes joueurs pourront intégrer le centre de formation de la Section paloise dans l'espoir de se faire une place au sein de l’équipe première.
En février 2024, une évaluation des centres de formation, conduite par la LNR, a été mise en place. Cette évaluation repose sur l’efficacité sportive et scolaire des trois dernières années. Bien que ce mode de calcul ne permette pas encore de mesurer l'impact des réformes initiées par le manager général Sébastien Piqueronies – y compris la transition de Pierre Perez (2021-2023) au poste de directeur de la formation et la nomination de Brandon Fajardo en juillet 2023 comme manager du parcours Élite Jeunes –, elle met en lumière la nécessité de ces réformes.
En 2024, la Section paloise a élargi son réseau de clubs partenaires au-delà du Béarn, atteignant les Landes, les Hautes-Pyrénées et le Gers.
En juin 2025, le club communique que le centre de formation déménagera au nouveau centre de performance de la Section paloise, le HonhaCamp.

## Organigramme

### Directeurs successifs
- Hervé Latorre (2000-2006)
- David Aucagne (2011-2017)
- Frédéric Gracianette (2017-2018)
- Conrad Smith  (2018-2021)
- Pierre Perez (2021-2023)
- Lucas Broto (2023-présent)

### Staff administratif et sportif

#### Staff centre de formation
| Poste                                                                                   | Stade                         | Nationalité sportive |
| --------------------------------------------------------------------------------------- | ----------------------------- | -------------------- |
| Directeur du centre de formation Manager équipe Espoirs                                 | Lucas Broto                   | France               |
| Responsable du parcours élite jeunes Entraîneur des trois-quarts du centre de formation | Julien Sarraute               | France               |
| Entraîneur des avants du centre de formation                                            | Carlos Muzzio                 | Argentine            |
| Analyste performance centre de formation et Espoirs                                     | Hector Maren                  | France               |
| Entraîneur centre de formation Manager équipe Crabos                                    | Julien Ronchaud               | France               |
| Préparateur physique                                                                    | Julien Bodeau Jean-Luc Albert | France               |

### Infrastructures
Le centre de formation de la Section paloise est actuellement basé au stade de l'Ousse des Bois, renommé centre Macron, qui accueille les entraînements des jeunes et des professionnels. Les matchs des équipes de jeunes se déroulent au stade de la Croix du Prince, ancien stade emblématique du club et véritable patrimoine de la Section paloise. Ces infrastructures permettent aux jeunes joueurs de bénéficier de conditions optimales pour leur développement sportif.
En plus de ces infrastructures physiques, le centre de formation bénéficie d’une équipe encadrante experte et pluridisciplinaire, composée de préparateurs physiques, d’entraîneurs spécialisés, de médecins et de conseillers pédagogiques. Cette équipe assure un encadrement individualisé et adapté aux besoins de chaque joueur, tant sur le plan sportif que personnel.
La Section paloise projette également de renforcer ses infrastructures, avec la fin du bail emphytéotique du stade. À proximité du stade du Hameau, le club envisage la construction d’un centre de formation et de haute performance sur la friche Pissard-Santarelli. Ce projet, encore en phase de conception, reste peu détaillé, mais un document d’urbanisme laisse entrevoir l’ambition de la Section paloise : transformer cette friche en un complexe consacré à l’excellence sportive, avec l’objectif de devenir un pôle de référence pour la formation des jeunes et la préparation des sportifs de haut niveau.

## Joueurs passés au centre de formation

### Récompenses individuelles
| Prix                              | Joueurs                        | Année |
| --------------------------------- | ------------------------------ | ----- |
| Joueur de moins 19 ans de l'année | Jean-Baptiste Peyras-Loustalet | 2003  |
| Joueur de moins 21 ans de l'année | Lionel Beauxis                 | 2006  |

### Participations aux championnats du monde junior
| Joueurs                             | Poste                  | Sélection   | Année | Tournoi                                                     | Résultat final            |
| ----------------------------------- | ---------------------- | ----------- | ----- | ----------------------------------------------------------- | ------------------------- |
| Laurent Capdevielle                 | Troisième ligne centre | France -19  | 2000  | Championnat du monde junior de rugby à XV                   | Médaille d'or, Europe     |
| Sébastien Pettigiani                | Deuxième ligne         | France -19  | 2000  | Championnat du monde junior de rugby à XV                   | Médaille d'or, Europe     |
| Pierre Som                          | Troisième ligne aile   | France -19  | 2000  | Championnat du monde junior de rugby à XV                   | Médaille d'or, Europe     |
| Antoine Vignau-Tuquet               | Demi d'ouverture       | France -19  | 2000  | Championnat du monde junior de rugby à XV                   | Médaille d'or, Europe     |
| Jean-Baptiste Peyras-Loustalet      | Arrière                | France -21  | 2004  | Championnat du monde de rugby à XV des moins de 21 ans 2004 | 7                         |
| Jean-Baptiste Peyras-Loustalet (2e) | Arrière                | France -21  | 2005  | Championnat du monde de rugby à XV des moins de 21 ans 2005 | 4                         |
| Lionel Beauxis                      | Demi d'ouverture       | France -21  | 2006  | Championnat du monde de rugby à XV des moins de 21 ans 2006 | Médaille d'or, Europe     |
| Florian Cazalot                     | Talonneur              | France -21  | 2006  | Championnat du monde de rugby à XV des moins de 21 ans 2006 | Médaille d'or, Europe     |
| Fabien Cibray                       | Demi de mêlée          | France -21  | 2006  | Championnat du monde de rugby à XV des moins de 21 ans 2006 | Médaille d'or, Europe     |
| Grégory Puyo                        | Centre                 | France -21  | 2006  | Championnat du monde de rugby à XV des moins de 21 ans 2006 | Médaille d'or, Europe     |
| Romain Buros                        | Arrière                | France -20  | 2017  | Championnat du monde junior de rugby à XV 2017              | 4                         |
| Baptiste Pesenti                    | Deuxième ligne         | France -20  | 2017  | Championnat du monde junior de rugby à XV 2017              | 4                         |
| Rayne Barka                         | Talonneur              | France -20  | 2019  | Championnat du monde junior de rugby à XV 2019              | Médaille d'or, Europe     |
| Vincent Pinto                       | Ailier                 | France -20  | 2019  | Championnat du monde junior de rugby à XV 2019              | Médaille d'or, Europe     |
| Théo Attissogbe                     | Ailier                 | France -20  | 2023  | Championnat du monde junior de rugby à XV 2023              | Médaille d'or, Europe     |
| Hugo Auradou                        | Deuxième ligne         | France -20  | 2023  | Championnat du monde junior de rugby à XV 2023              | Médaille d'or, Europe     |
| Brent Liufau                        | Deuxième ligne         | France -20  | 2023  | Championnat du monde junior de rugby à XV 2023              | Médaille d'or, Europe     |
| Clément Mondinat                    | Demi d'ouverture       | France -20  | 2023  | Championnat du monde junior de rugby à XV 2023              | Médaille d'or, Europe     |
| Axel Desperes                       | Demi d'ouverture       | France -20  | 2024  | Championnat du monde junior de rugby à XV 2024              | Médaille d'argent, Europe |
| Brent Liufau (2e)                   | Deuxième ligne         | France -20  | 2024  | Championnat du monde junior de rugby à XV 2024              | Médaille d'argent, Europe |
| Fabien Brau-Boirie                  | Centre                 | France -20  | 2024  | Championnat du monde junior de rugby à XV 2024              | Médaille d'argent, Europe |
| Thomas Souverbie                    | Demi de mêlée          | France -20  | 2024  | Championnat du monde junior de rugby à XV 2024              | Médaille d'argent, Europe |
| Guido Reyes                         | Pilier                 | Espagne -20 | 2024  | Championnat du monde junior de rugby à XV 2024              | -                         |
| Fabien Brau-Boirie (2e)             | Centre                 | France -20  | 2025  | Championnat du monde junior de rugby à XV 2025              |                           |
| Guido Reyes (2e)                    | Pilier                 | Espagne -20 | 2025  | Championnat du monde junior de rugby à XV 2025              |                           |

### Joueurs internationaux
Mise à jour le 22 novembre 2024
- Boaventura Almeida
- Grégoire Arfeuil
- Théo Attissogbe
- Hugo Auradou
- Rayne Barka
- Eoghan Barrett
- Lionel Beauxis
- Matt Beukeboom
- Fabien Brau-Boirie
- Nicolas Brusque
- Romain Buros
- Lionel Campergue
- Florian Cazalot
- Fabien Cibray
- Thibault Daubagna
- Axel Desperes
- Gabriel Elissalde
- Julien Fumat
- Giovanni Habel-Küffner
- Imanol Harinordoquy
- Antoine Hastoy
- Maxime Jadot
- Brent Liufau
- Adrian Mitu
- Clément Mondinat
- Pierre Nueno
- Omar Odishvili
- Hugo Parrou
- Baptiste Pesenti
- Sébastien Pettigiani
- Jean-Baptiste Peyras-Loustalet
- Vincent Pinto
- Grégory Puyo
- Lucas Rey
- Guido Reyes
- Pierre Som
- Jean-Marc Souverbie
- Thomas Souverbie
- Lekima Tagitagivalu
- Matt Tierney
- Mehdi Tlili
- Damien Traille
- Quentin Valentino
- Antoine Vignau-Tuquet